# Michail Andrejewitsch Ossorgin

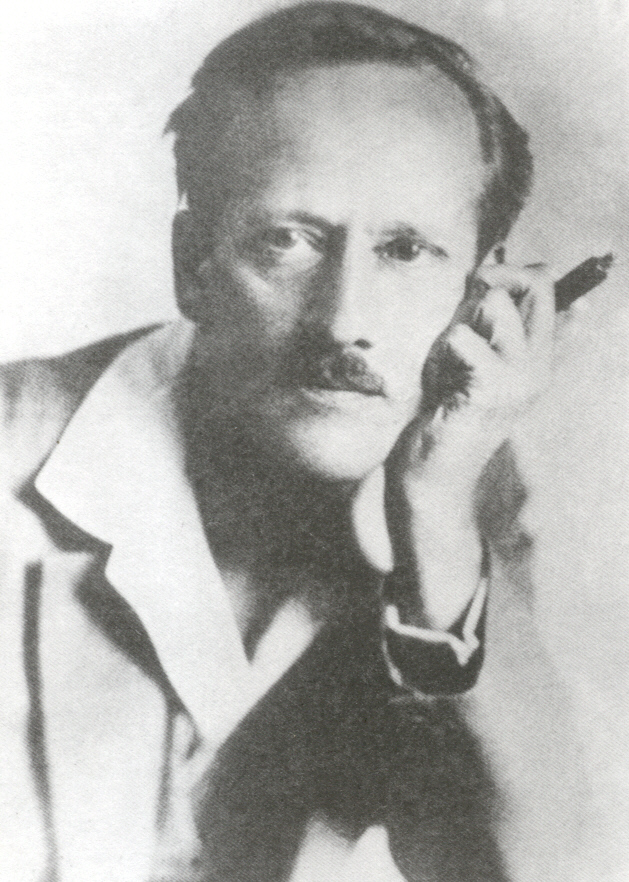
Michail A. Ossorgin

Michail Andrejewitsch Ossorgin (russisch Михаил Андреевич Осоргин, eigentlich Michail Andrejewitsch Iljin, Михаил Андреевич Ильин) (* 7. Oktoberjul. / 19. Oktober 1878greg. in Perm, Russisches Kaiserreich; † 27. November 1942 in Chabris, Frankreich) war ein russischer Schriftsteller und Journalist. Nach seiner Emigration nach Frankreich 1922 wurde er in der Sowjetunion tabuisiert.

## Leben
Michail Ossorgin stammt aus dem russischen Landadel. Sein Vater war Jurist im Staatsdienst. Er studierte Rechtswissenschaften an der Staatlichen Moskauer Universität. Da er an Studentenunruhen teilgenommen hatte, wurde er vorübergehend von der Universität relegiert. 1902 legte er das Staatsexamen ab und fand eine erste Anstellung in einem Handelsgericht. Auch arbeitete er als Rechtsberater der Fürsorge für Waisenkinder sowie der Gesellschaft für die Vormundschaft der Armen. Er verfasste ein juristisches Werk mit dem Titel „Die Entlohnung von Arbeitern bei Unfällen“ («Вознаграждение рабочих за несчастные случаи»).
1904 trat er der Partei der Sozialrevolutionäre bei. In seiner Wohnung fanden illegale Treffen statt, auch beherbergte er von der Geheimpolizei Ochrana gesuchte Terroristen. Er nahm aktiv an der Russischen Revolution 1905, den Erhebungen gegen die Zarenherrschaft teil, wurde verhaftet, aber nach sechs Monaten gegen Kaution freigelassen.
Über Skandinavien und Deutschland floh er nach Italien. In Genua fand er Aufnahme in einer Villa russischer Emigranten. Er wurde Italien-Korrespondent reformorientierter russischer Zeitungen. Auch nahm er Kontakt zu italienischen Futuristen auf und publizierte Essays über sie, die in Russland starke Beachtung fanden. 1911 erklärte Ossorgin seinen Austritt aus der Partei der Sozialrevolutionäre, drei Jahre später trat er einer Freimaurerloge in Genua bei.
1913, mittlerweile 35 Jahre alt, heiratete er die 17-jährige Rose Ginsberg, Tochter des zionistischen Aktivisten Achad Ha'am, die er in Italien kennengelernt hatte, und trat zum Judentum über. Die Ehe hielt zehn Jahre.
1916 kehrte er nach Moskau zurück, wo er weiter als Journalist tätig war. Nach der Februarrevolution 1917 wurde er zum Vorsitzenden des russischen Journalistenverbandes gewählt. Auch wurde er Mitglied einer Kommission, die die Archive der aufgelösten Ochrana sichtete. Er schrieb vor allem für sozialistisch orientierte Zeitungen, zu seinen Publikationen gehörte die Broschüre Die Ochrana und ihre Geheimnisse („Охранное отделение и его секреты“).
Nach der Oktoberrevolution der Bolschewiki 1917 schrieb er Kommentare gegen das neue Regime. 1919 wurde er von der bolschewistischen Geheimpolizei Tscheka verhaftet, doch kam er bald frei, weil Schriftstellerkollegen für ihn bürgten.
Im Juli 1921 trat er dem Allrussischen Komitee für die Hilfe der Hungernden (Pomgol) bei; an der Spitze standen die beiden Politbüromitglieder Lew Kamenew und Alexei Rykow, auch die Schriftsteller Maxim Gorki und Wladimir Korolenko gehörten ihm an. Doch den Revolutionsführer Lenin störte das Komitee, da es im Ausland den Eindruck vermittelte, seine Politik habe zur Hungersnot in Sowjetrussland geführt. Er ordnete einen Monat später, nachdem es mit der von Herbert Hoover geleiteten American Relief Administration einen Vertrag über Hilfslieferungen abgeschlossen hatte, die Verhaftung von führenden Vertretern des Komitees an. Zu den Verhafteten gehörte Ossorgin. Dank einer Intervention des norwegischen Diplomaten Fridtjof Nansen, der im Auftrag des Völkerbundes ebenfalls Hilfe für die Hungernden in Russland organisierte, entgingen Ossorgin und andere Festgenommene den bereits gefällten Todesurteilen und kamen frei.
Für mehrere Monate ging er nach Kasan, wo er für die Literaturnaja gaseta arbeitete. 1922 verbrachte er einige Monate in Berlin. Nach seiner Rückkehr nach Moskau eröffnete er gemeinsam mit dem Philosophen Nikolai Berdjajew, mit dem er befreundet war, eine Buchhandlung. Im Herbst 1922 wurden beide mit einer großen Gruppe von Intellektuellen, darunter zahlreiche Universitätsprofessoren, auf Befehl Lenins zwangsausgesiedelt. Da die Deportation auf dem Wasserwege erfolgte, bekam sie in der zeitgenössischen Presse den Namen „Philosophenschiff“.
Nach einem mehrmonatigen Aufenthalt in Berlin ließ sich Ossorgin im Herbst 1923 in Paris nieder. Er wurde Mitarbeiter der liberal ausgerichteten russischen Emigrantenzeitung Poslednije nowosti („Letzte Nachrichten“). Von 1925 bis 1940 war er in mehreren Freimaurerlogen aktiv, die zu der Großloge Grand Orient de France gehörten.
In der Sowjetunion wurde er als Regimegegner angesehen. In dem Geheimverfahren gegen den Schriftsteller Isaak Babel im Rahmen der Stalinschen Säuberungen im Mai 1939 wurden diesem mehrere Treffen mit Ossorgin bei einer Reise nach Paris zur Last gelegt.
Nach dem deutschen Einmarsch in Frankreich 1940 verließ Ossorgin mit seiner zweiten Frau, die er 1926 in der Emigration geheiratet hatte, die französische Hauptstadt, wo die Gestapo die russische Exilgemeinde zu kontrollieren versuchte. Das Ehepaar, das inzwischen staatenlos war,  ließ sich in dem Dorf Chabris nieder. Dort starb er im Alter von 64 Jahren. Er wurde in Chabris begraben.

## Literarisches Schaffen
Bereits als Gymnasiast publizierte er erste Texte in Permer Lokalzeitungen, das Pseudonym Ossorgin war der Mädchenname seiner Großmutter.
In seinen Studentenjahren publizierte er weitere Erzählungen. Einem größeren Leserkreis wurde er mit seinem feuilletonistischen Reportagenband „Skizzen des modernen Italiens“ (1913) bekannt. Aus dem Italienischen übersetzte er das Drama Turandot von Carlo Gozzi sowie Komödien von Carlo Goldoni.
In den Jahren nach der russischen Revolution veröffentlichte er in Moskau und Kasan weitere Erzählungen und Kindermärchen.
Zu seinem ersten internationalen Erfolg wurde der Roman Siwzew Wraschek (1928), der in den Jahren 1914 bis 1920 überwiegend in der gleichnamigen Siwzew-Wraschek-Gasse im Zentrum Moskaus spielt. In ihm stellte er von einer pazifistischen Grundhaltung aus die Schrecken in den Schützengräben des Ersten Weltkriegs, während der Revolutionswirren 1917 und des Russischen Bürgerkriegs dar. Der Roman wurde in mehrere Sprachen übersetzt, auch ins Deutsche. Die erste deutsche Ausgabe von 1929 hieß Der Wolf kreist. 2015 erschien der Roman „in einer prägnanten, präzisen Neuübersetzung und erstmals in voller Länge“. Der Roman sei „eine fulminante Studie über orientierungslose Menschen in einer zusammenbrechenden Welt voller Gewalt“, schrieb Thomas Urban.
Unter den darauf folgenden Buchpublikationen fanden größere Beachtung in der Literaturkritik die Romane „Erzählung von der Schwester“ (1931), „Zeuge der Geschichte“ (1932) über Terroristen im Zarenreich und „Der Freimaurer“ (1937); in letzterem stellte er das Entstehen einer totalitären Gesellschaftsordnung dar, arbeitete aber auch sein persönliches Engagement selbstironisch auf. Unter dem Eindruck des deutschen Einmarschs in Frankreich schrieb er 1940 den autobiographisch geprägten Band „An einem stillen Ort in Frankreich“, der posthum erschien.
In der Sowjetunion war das Werk Ossorgins bis zur Perestroika tabu. 1990 erschien dann in Moskau „Siwzew Wraschek“ in einer Auflage von 150.000 Exemplaren.

## Werke (Auswahl)
- Očerki sovremennoj Italii (Skizzen aus dem heutigen Italien), St. Petersburg 1913
- Sivcev Vražek, Paris 1928,[4] 2. Auflage 1929; Moskovskij Rabočij, Moskau 1990, OCLC 1070735094.
  - Der Wolf kreist. Ein Roman aus Moskau. Übersetzt von Rebecca Candreia. Drei Masken-Verlag, München 1929, OCLC 162796054.
  - Eine Straße in Moskau. Übersetzt von Ursula Keller unter Mitarbeit von Natalja Sharandak. Die Andere Bibliothek (Band 368), Berlin 2015, ISBN 978-3-8477-2012-6.
- Povest‘ o sestre (Erzählung von der Schwester), Paris 1931
  - Die Geschichte meiner Schwester. Übersetzt von Waldemar Jollos. Artemis-Verlag, Zürich 1944.
- Svidetel‘ istorii. Paris 1932
  - Zeugen der Zeit. Übersetzung Ursula Keller. Berlin : Die Andere Bibliothek, Berlin 2017, ISBN 978-3-8477-0382-2. Enthält auch die Fortsetzung Buch vom Ende (zuerst Berlin 1935).

- Vol’nyj kamenščik (Der Freimaurer), Paris 1937.
  - Der Freimaurer. Übersetzt von Erich Liaunigg. Edition Liaunigg, Wien 2013, ISBN 978-3-902712-16-5.
- Proissestvie zelenogo mira (Ein Vorfall in der grünen Welt), Sofia 1938.
- V tichom mestečke v Francii (An einem stillen Ort in Frankreich), Paris 1952.